# Festival di Sanremo 1987
Il trentasettesimo Festival di Sanremo si svolse al teatro Ariston di Sanremo dal 4 al 7 febbraio 1987 con la conduzione di Pippo Baudo e la partecipazione di Carlo Massarini in collegamento dal Palarock. 
Per la prima volta la durata della manifestazione venne estesa da tre a quattro serate; questo cambio di format fu deciso dai vertici della Rai dell'epoca e avallato dal comune di Sanremo sotto le forti "pressioni" delle case discografiche e dei pubblicitari, i quali desideravano una lunghezza maggiore dell'evento e più visibilità per gli artisti.
Gli interventi comici furono invece affidati al Trio, che già aveva ricoperto tale ruolo anche nell'edizione precedente, e a Giorgio Faletti.
Con il 68,95% di share medio, è l’edizione del Festival più seguita di sempre.

## Svolgimento
Televisivamente furono due le novità di maggior rilievo di quest'edizione: la prima fu lo show di contorno al Palarock, ovvero una tensostruttura allestita presso il campo ippico di Sanremo, in cui Massarini presentò le esibizioni di ospiti internazionali di alto livello quali Europe, Paul Simon, The Smiths, Tom Robinson, Bob Geldof, i Duran Duran e Whitney Houston (che replicò una memorabile interpretazione di All at Once, la quale aveva già ottenuto all'Ariston una standing ovation da parte del pubblico e la conseguente richiesta di un bis, concesso in via del tutto eccezionale), mentre la seconda - nata quasi per caso - fu l'introduzione nel corso della terza serata (nelle intenzioni originarie dedicata unicamente ai cantanti della sezione "Nuove proposte") di un vero e proprio dibattito per discutere in merito all’andamento del Festival, con la presenza di giornalisti e cantanti della sezione Campioni; tale spazio avrebbe dovuto riempire circa una mezz’ora di diretta ma, a causa dell'innescarsi di accese e vivaci polemiche, esso andò a costituire un vero e proprio show imprevisto — e di enorme successo —, orchestrato con maestria da Baudo. Tale sforamento relegò le Nuove proposte ben oltre la mezzanotte, cosa impensabile fino all’anno prima dato che queste si erano sempre esibite prima dei Campioni.
Le esibizioni degli artisti stranieri dal Palarock venivano trasmesse al termine di ogni serata facendo così terminare il festival a notte fonda. La serata finale si concluse alle 3:43 del mattino.
Quest'edizione fu poi segnata da vari incidenti: il direttore del palcoscenico dovette ricoverarsi in ospedale per un malore pochi minuti prima della manifestazione, Romina Power disertò le prove per la sua gravidanza inoltrata, lo stesso Baudo fu colpito da una fastidiosa influenza e Patty Pravo, venuta a conoscenza della somiglianza della sua canzone Pigramente signora con To the Morning di Dan Fogelberg, svenne per l'emozione. Da ultimo si menziona l'inconveniente avvenuto a Patsy Kensit, frontwoman degli Eighth Wonder ospiti dell'edizione, durante l'esecuzione di Will You Remember: nel corso della performance una spallina dell'abito della Kensit cedette, lasciando intravedere il seno.
Nella serata finale il brano degli interpreti fu presentato da una madrina o da un padrino d'eccezione, volti noti dello spettacolo o dello sport, che affiancavano Pippo Baudo sul palco augurando buona fortuna al cantante.
Sempre durante la serata finale, Baudo interruppe la kermesse per annunciare la morte di Claudio Villa, il Reuccio della canzone italiana e recordman di vittorie al Festival insieme a Domenico Modugno, deceduto poco prima all’ospedale di Padova.
L'edizione fu vinta dall'inedito trio composto da Gianni Morandi, Enrico Ruggeri e Umberto Tozzi con il brano Si può dare di più per la sezione Campioni, che risultò uno dei brani più venduti dell'anno, e da Michele Zarrillo con il brano La notte dei pensieri per la sezione Nuove proposte, il quale a sua volta ottenne significativi riscontri di vendite. 
Secondo tra i Campioni fu Toto Cutugno, presente come autore con ben quattro brani che giunsero tutti tra le prime sette posizioni. Tra gli altri brani in concorso, molto successo venne ottenuto da Io amo di Fausto Leali, Nostalgia canaglia di Al Bano e Romina Power e Quello che le donne non dicono di Fiorella Mannoia, che vinse il Premio della critica.
Vi furono altresì polemiche quando venne preannunciata la partecipazione fuori concorso di Adriano Celentano, invitato a cantare una canzone sulla pace. Dovette rinunciarvi per le critiche rivoltegli dagli altri partecipanti, i quali si erano sentiti esclusi dall'iniziativa.
Fu la prima edizione del Festival rilevata dall'Auditel (entrato in funzione il 7 dicembre 1986): con una media del 68,95% di share (e con la punta del 77,50% di share medio per la serata finale) è ad oggi, l'edizione più vista di sempre.

Il presentatore dell'edizione, Pippo Baudo, con il comico Giorgio Faletti.

## Partecipanti

### Sezione Campioni
| Interprete                                     | Ultime partecipazioni al Festival |
| ---------------------------------------------- | --------------------------------- |
| Al Bano e Romina Power                         | 1984                              |
| Christian                                      | 1985                              |
| Dori Ghezzi                                    | 1983                              |
| Eduardo De Crescenzo                           | 1985                              |
| Fausto Leali                                   | 1973                              |
| Fiorella Mannoia                               | 1984                              |
| Flavia Fortunato                               | 1986                              |
| Gianni Morandi, Enrico Ruggeri e Umberto Tozzi | 1983, 1986 ed Esordiente          |
| Le Orme                                        | 1982                              |
| Lena Biolcati                                  | 1986 (tra le Nuove proposte)      |
| Luca Barbarossa                                | 1986                              |
| Mango                                          | 1986                              |
| Marcella                                       | 1986                              |
| Mario Castelnuovo                              | 1984                              |
| Nada                                           | 1972                              |
| Nino Buonocore                                 | 1983                              |
| Patty Pravo                                    | 1984                              |
| Peppino di Capri                               | 1985                              |
| Ricchi e Poveri                                | 1985                              |
| Rossana Casale                                 | 1986                              |
| Scialpi                                        | 1986                              |
| Sergio Caputo                                  | Esordiente                        |
| Tony Esposito                                  | Esordiente                        |
| Toto Cutugno                                   | 1986                              |

### Sezione Nuove proposte

Michele Zarrillo, vincitore della sezione Nuove proposte con La notte dei pensieri.

| Interprete       | Ultime partecipazioni al Festival |
| ---------------- | --------------------------------- |
| Alessandro Bono  | Esordiente                        |
| Andrea Mirò      | Esordiente                        |
| Berger           | Esordiente                        |
| Charley Deanesi  | Esordiente                        |
| Chiari e Forti   | 1986                              |
| Claudio Patti    | 1985                              |
| Enrico Cifiello  | Esordiente                        |
| Future           | Esordienti                        |
| Mariella Nava    | Esordiente                        |
| Michele Zarrillo | 1982                              |
| Miki             | Esordiente                        |
| Paola Turci      | 1986                              |
| Paolo Scheriani  | Esordiente                        |
| Ricky Palazzolo  | Esordiente                        |
| Teo              | Esordiente                        |
| Umberto Marzotto | Esordiente                        |

## Classifica, canzoni e cantanti

### Sezione Campioni
Classifica finale dei Campioni stilata con i voti abbinati al concorso Totip
| Posizione | Interprete                                     | Canzone                        | Autori                                                       | Voti ricevuti |
| --------- | ---------------------------------------------- | ------------------------------ | ------------------------------------------------------------ | ------------- |
| 1º        | Gianni Morandi, Enrico Ruggeri e Umberto Tozzi | Si può dare di più             | G. Bigazzi, U. Tozzi e R. Riefoli                            | 5.575.402     |
| 2º        | Toto Cutugno                                   | Figli                          | S. Cutugno                                                   | 5.299.344     |
| 3º        | Al Bano e Romina Power                         | Nostalgia canaglia             | V. Pallavicini, W. Molco, A. Carrisi, R. Power e V. Mercurio | 4.415.396     |
| 4º        | Fausto Leali                                   | Io amo                         | S. Cutugno, F. Leali, G. Fasano e I. Ianne                   | 2.390.316     |
| 5º        | Peppino Di Capri                               | Il sognatore                   | S. Cutugno e Depsa                                           | 2.113.446     |
| 6º        | Marcella                                       | Tanti auguri                   | G. Paoli e G. Bella                                          | 1.833.606     |
| 7º        | Ricchi e Poveri                                | Canzone d'amore                | S. Cutugno, G. Rampazzo e D. Farina                          | 1.452.680     |
| 8º        | Fiorella Mannoia                               | Quello che le donne non dicono | E. Ruggeri e L. Schiavone                                    | 1.082.624     |
| 9º        | Luca Barbarossa                                | Come dentro un film            | L. Barbarossa                                                | 916.812       |
| 10º       | Christian                                      | Aria e musica                  | S. Amato e F. Morgia                                         | 785.680       |
| 11º       | Lena Biolcati                                  | Vita mia                       | S. D'Orazio e M. Tansini                                     | 709.660       |
| 12º       | Rossana Casale                                 | Destino                        | G. Morra e M. Fabrizio                                       | 680.548       |
| 13º       | Flavia Fortunato                               | Canto per te                   | E. Palumbo, A. de Sanctis e M. Banis                         | 536.624       |
| 14º       | Dori Ghezzi                                    | E non si finisce mai           | A. Cogliati e P. Cassano                                     | 435.910       |
| 15º       | Eduardo De Crescenzo                           | L'odore del mare               | G. Morra, E. De Crescenzo e M. Fabrizio                      | 411.300       |
| 16º       | Scialpi                                        | Bella età                      | F. Migliacci, G. Scialpi e R. Zaneli                         | 411.204       |
| 17º       | Le Orme                                        | Dimmi che cos'è                | A. Tagliapietra                                              | 383.604       |
| 18º       | Mango                                          | Dal cuore in poi               | A. Salerno, A. Mango e G. Mango                              | 372.014       |
| 19º       | Tony Esposito                                  | Sinuè                          | G. Di Franco, T. Esposito e R. Licastro                      | 345.802       |
| 20º       | Patty Pravo                                    | Pigramente signora             | M. Arnaboldi e F. Evangelisti                                | 300.072       |
| 21º       | Sergio Caputo                                  | Il Garibaldi innamorato        | S. Caputo                                                    | 239.840       |
| 22º       | Mario Castelnuovo                              | Madonna di Venere              | M. Castelnuovo                                               | 225.316       |
| 23º       | Nino Buonocore                                 | Rosanna                        | N. Buonocore                                                 | 188.224       |
| 24º       | Nada                                           | Bolero                         | G. Manzoli                                                   | 104.214       |

### Sezione Nuove proposte
Classifica delle Nuove proposte stilata con i voti delle Giurie Demoscopiche
| Posizione | Interprete       | Canzone                     | Autori                                                  | Voti ricevuti |
| --------- | ---------------- | --------------------------- | ------------------------------------------------------- | ------------- |
| 1º        | Michele Zarrillo | La notte dei pensieri       | L. Albertelli, L. Lopez, D. Baima Besquet e M. Zarrillo | 1.225         |
| 2º        | Miki             | Straniero                   | M. Porru e M. Tansini                                   | 1.175         |
| 3º        | Future           | Briciole di pane            | M. Festuccia e P. Rodenbucher                           | 1.161         |
| 4º        | Andrea Mirò      | Notte di Praga              | A. Istroni e G. Pegoraro                                | 1.086         |
| 5º        | Enrico Cifiello  | Un bacio alla mia età       | S. Testi, R. Zaneli e R. Musumarra                      | 1.052         |
| 6º        | Claudio Patti    | La forza della mente        | C. Patti e N. Piras                                     | 1.003         |
| 7º        | Ricky Palazzolo  | In volo nel futuro          | A. Salerno e R. Brioschi                                | 990           |
| 8º        | Mariella Nava    | Fai piano                   | M. Nava                                                 | 849           |
| NF        | Chiari e Forti   | Campi d'atterraggio         | Cheope e O. Angelillo                                   |               |
| NF        | Umberto Marzotto | Conta chi canta             | U. Marzotto                                             |               |
| NF        | Paolo Scheriani  | L'esteta                    | P. Scheriani e G. Farè                                  |               |
| NF        | Teo              | Ma che bella storia         | E. Miceli e G. Lorefice                                 |               |
| NF        | Alessandro Bono  | Nel mio profondo fondo      | A. Pizzamiglio                                          |               |
| NF        | Berger           | Non cadere mai in ginocchio | A. Salerno e A. Bartolozzi                              |               |
| NF        | Paola Turci      | Primo tango                 | G. Chiocchio, M. Castelnuovo e R. Righini               |               |
| NF        | Charley Deanesi  | Stringimi le mani           | R. Ferri e C. Deanesi                                   |               |

## Regolamento
Un'interpretazione per brano.
- Prima serata: 24 Big tutti in finale.
- Seconda serata: riesecuzione brani dei 24 Big.
- Terza serata: 16 Nuove proposte di cui 8 in finale (gara separata).
- Quarta serata: 24 Big (proclamazione vincitore) e 8 Nuove proposte (proclamazione vincitore) [Classifica finale dei Campioni stilata con i voti abbinati al concorso Totip]

## Altri premi
- Premio della Critica sezione Campioni: Fiorella Mannoia con Quello che le donne non dicono
- Premio della Critica sezione Nuove proposte: Paola Turci con Primo tango

## Piazzamenti in classifica dei singoli
| Artista                                       | Singolo                        | Pos.Max. |
| --------------------------------------------- | ------------------------------ | -------- |
| Gianni Morandi, Enrico Ruggeri, Umberto Tozzi | Si può dare di più             | 1        |
| Fausto Leali                                  | Io amo                         | 2        |
| Toto Cutugno                                  | Figli                          | 2        |
| Al Bano e Romina Power                        | Nostalgia canaglia             | 4        |
| Fiorella Mannoia                              | Quello che le donne non dicono | 9        |
| Michele Zarrillo                              | La notte dei pensieri          | 10       |
| Rossana Casale                                | Destino                        | 11       |
| Marcella                                      | Tanti auguri                   | 12       |
| Peppino di Capri                              | Il sognatore                   | 14       |
| Tony Esposito                                 | Sinuè                          | 15       |
| Scialpi                                       | Bella età                      | 16       |
| Ricchi e Poveri                               | Canzone d'amore                | 17       |
| Luca Barbarossa                               | Come dentro un film            | 18       |
| Patty Pravo                                   | Pigramente signora             | 18       |
| Christian                                     | Aria e musica                  | 19       |
| Nino Buonocore                                | Rosanna                        | 33       |
| Dori Ghezzi                                   | E non si finisce mai           | 34       |
| Mango                                         | Dal cuore in poi               | 35       |
| Flavia Fortunato                              | Canto per te                   | 35       |
| Lena Biolcati                                 | Vita mia                       | 35       |
| Sergio Caputo                                 | Il Garibaldi innamorato        | 38       |
| Eduardo De Crescenzo                          | L'odore del mare               | 48       |

## Orchestra
Non era presente. Gli artisti hanno cantato dal vivo su basi musicali preregistrate.

## Sigla
La sigla di apertura del Festival di Sanremo 1987 è la canzone Cantare del gruppo Mediterranea (partitura di Pippo Caruso), presente peraltro, in 3 delle compilation ufficiali del Festival di quell'anno. Quella di chiusura è Warriors of the Wasteland dei Frankie Goes to Hollywood.

## Ascolti
Risultati di ascolto delle varie serate, secondo rilevazioni Auditel.
| Serata             | Messa in onda      | Ascolto medio  | Ascolto medio |
| Serata             | Messa in onda      | Telespettatori | Share         |
| ------------------ | ------------------ | -------------- | ------------- |
| I                  | 4 febbraio 1987    | 17.500.000     | 66.30%        |
| II                 | 5 febbraio 1987    | 14.800.000     | 64.40%        |
| III                | 6 febbraio 1987    | 13.200.000     | 67.50%        |
| Finale             | 7 febbraio 1987    | 18.300.000     | 77.50%        |
| Media delle serate | Media delle serate | 15.950.000     | 68,93%        |

## Esclusi
Fra i cantanti non ammessi a partecipare nella categoria Campioni vi sono: Giuni Russo, Loredana Bertè e Tony Cicco, Cristiano De André, Riccardo Fogli, Drupi e Amedeo Minghi.

## Ospiti cantanti

Patsy Kensit, front woman degli Eighth Wonder, tra gli ospiti dello show collaterale al Palarock: il momento della spallina caduta dall'abito di Kensit, scoprendone senza intenzione un seno, è da allora tra gli episodi più ricordati della storia sanremese.

Questi gli ospiti che si sono esibiti nel corso delle quattro serate di questa edizione del Festival di Sanremo:
- Europe - The Final Countdown
- Giorgio Faletti
- Whitney Houston - All at Once
- Paul Simon - Diamonds on the Soles of Her Shoes
- The Bangles - Walk like an Egyptian
- Tom Robinson - Still Loving You
- Cutting Crew - (I Just) Died in Your Arms
- Spandau Ballet - How Many Lies?
- Spandau Ballet - Through the barricades
- Level 42 - Running in the Family
- Bob Geldof  - The beat of the night
- Simply Red - The Right Thing
- Erasure - Sometimes
- Frankie Goes to Hollywood - Warriors of the Wasteland
- Nick Kamen - Each Time You Break My Heart
- Pet Shop Boys - Suburbia
- Eighth Wonder - Will You Remember
- The Smiths - Ask
- Style Council - It didn't matter
- Duran Duran - Skin Trade
- Alla Pugačëva - Nado zhe
- Lorella Cuccarini
- Renato Zero
- Giuliano Gemma
- Lino Banfi
- Jerry Calà
- Mara Venier
- Barbara De Rossi
- Corey Hart - I am by your side
- Tony Sheridan - Give a little love (and move on up)
- Curiosity Killed The Cat - Misfit

## Compilation
- Sanremo 87 (Ricordi)
- Sanremo 87 (CBS)
- Sanremo 87 (Polystar)
- Sanremo 87 International

In nessuna compilation di questa edizione è contenuto il brano vincitore dell'edizione, Si può dare di più, pubblicato solo come singolo.